# Staatssekretär (Japan)
Es gibt mehrere verschiedene parlamentarisch besetzte Positionen in der japanischen Zentralregierung unter den Ministern. Sie werden manchmal im Deutschen als Staatssekretäre wiedergeben, oft aber auch als Übersetzungen der vielfältigen und häufig wechselnden Übersetzungen in die Englische Sprache mit anderen Bezeichnungen. Seit der Reform der Zentralregierung 2001 existieren zwei verschiedene parlamentarisch besetzte Positionen in den Ministerien unterhalb der Staatsminister. Sie wurden erklärtermaßen eingerichtet, um das „Primat der Politik“ (seiji shudō) über die traditionell einflussreiche Ministerialbürokratie zu stärken.
In diesem Artikel ebenfalls erwähnt werden die nicht parlamentarisch besetzten, beamteten Staatssekretäre in japanischen Ministerien und Kabinettsbehörden.

## Seit 2001
Das „nationale Beamtengesetz“ (国家公務員法, kokka-kōmuin-hō) von 1947 unterscheidet politisch, insbesondere vom Parlament besetzte Positionen als „besondere Ämter“ (tokubetsu-shoku) von den übrigen „gewöhnlichen Ämtern“ (ippan-shoku). Dazu zählen heute zwei Arten von dem Minister untergeordneten Regierungsmitgliedern, die in der Regel – bis 2010 ohne Ausnahme – mit Mitgliedern des nationalen Parlaments besetzt werden.

### Fuku-Daijin
Das 2001 eingeführte Amt eines Fuku-Daijin (副大臣, „Vizeminister“, engl. Senior Vice-Minister, State Minister etc.) wird auf Vorschlag des zuständigen Staatsministers vom Kabinett besetzt. Wie bei den Staatsministern selbst wird die Berufung eines fuku-daijin als ninshōkan vom Tennō zertifiziert. In jedem Ministerium und dem Kabinettsbüro gibt es zwischen einem und drei fuku-daijin. Sie unterstützten den Minister bei der Amtsausübung und vertreten ihn – abgesehen vom Kabinettsbüro – im Falle der Abwesenheit.

### Daijin Seimukan
Die Position des Daijin Seimukan (大臣政務官, oft als „parlamentarischer Staatssekretär“ übersetzt, engl. Parliamentary Secretary, Parliamentary Vice-Minister etc.) wurde ebenfalls 2001 neu geschaffen und ist dem Minister und dem „Vizeminister“ untergeordnet. Auch die daijin seimukan werden auf Vorschlag des zuständigen Staatsministers vom Kabinett besetzt, sie sind aber keine ninshōkan.

## Jimu Jikan
Seit 2001 unterhalb der beiden politischen Ämter steht der beamtische Jimu Jikan (事務次官, engl. Administrative Vice-Minister). Er wird vom Minister eingesetzt, im Gegensatz z. B. zu beamteten Staatssekretären in Deutschland, die politische Beamte sind, ist der jimu jikan aber das höchste „gewöhnliche Amt“. Es ist das höchste in der japanischen Ministerialbürokratie und ersetzte 1949 die Jikan der Vorkriegszeit.
Die jimu jikan im Verteidigungsministerium und vor 2007 in der Verteidigungsbehörde sind dagegen wie alle Verteidigungsbeamten „besondere Ämter“.

## Vor 2001: Seimu Jikan
Vor der Reform der Zentralregierung gab es nur ein politisches Amt unterhalb des Staatsministers (in Ministerien, shō und Behörden, chō): den Seimu Jikan (政務次官, engl. Parliamentary Vice-Minister). Es wurde oft mit relativ jungen Politikern besetzt und galt insbesondere im Vergleich mit den höchsten Beamten als einflusslos. Im Senioritätssystem der von 1955 bis 1993 ununterbrochen regierenden Liberaldemokratischen Partei genügten drei Wiederwahlen als Abgeordneter zur Berufung als seimu jikan.
Eingerichtet wurde die Position bereits 1924 unter den Parteienregierungen im Kaiserreich. Vorläufer war der Sanseikan (参政官) der 1914 geschaffen worden war, um die Kommunikation zwischen Kabinett und Parlament zu verbessern, und bis 1918 bestand.